# 厚唇美洲石鱥
厚唇美洲石鱥（学名：Lythrurus matutinus）为輻鰭魚綱鯉形目雅羅魚科美洲石鱥屬的其中一種。分布于北美洲美國北卡羅萊納州Tar河與Neuse河流域，棲息在水質清澈的具砂石底質的溪流，體長可達8.6公分。

## 扩展阅读
維基物種上的相關：厚唇美洲石鱥
1. ↑  NatureServe. . The IUCN Red List of Threatened Species. 2013, 2013: e.T202147A19033857. doi:10.2305/IUCN.UK.2013-1.RLTS.T202147A19033857.en .